# Pollyanna (film, 1960)
Pour les articles homonymes, voir Pollyanna (homonymie).
Pour plus de détails, voir Fiche technique et Distribution.
Pollyanna est un film américain de David Swift sorti en 1960. Il s'agit d'une adaptation de roman Pollyanna d'Eleanor H. Porter (1913).

## Synopsis
Pollyanna, fille orpheline de missionnaires, arrive dans la petite ville de Harrington pour vivre avec sa riche tante, Polly Harrington. Pollyanna est jeune et gaie, se concentre sur la bonté de vie et, ainsi se fait de nombreux amis dans la communauté dont l'hypocondriaque Mme Snow et l'acerbe ermite M. Pendergast.

## Fiche technique
- Titre : Pollyanna
- Réalisateur : David Swift assisté de Joseph Behn
- Scénario : David Swift d'après Pollyanna de Eleanor H. Porter
- Image : Russell Harlan
- Montage : Frank Gross
- Direction artistique : Carroll Clark et Robert Clatworthy
  - Consultant séquence : Don DaGradi
- Décors : Emile Kuri et Fred M. MacLean
- Effets visuels :
  - Effets spéciaux : Ub Iwerks
  - Artiste Matte : Peter Ellenshaw
- Costumes : Walter Plunkett (conceptions), Chuck Keehne, Gertrude Casey
- Maquillage : Pat McNalley
- Coiffure : Ruth Sandifer
- Technicien du son : Robert O. Cook (superviseur), Dean Thomas (mixeur)
- Musique :
  - Composition originale : Paul J. Smith
  - Orchestration : Franklyn Marks
  - Montage musical : Evelyn Kennedy
- Dialogue : Leon Charles (répétiteur)
- Adapté en français par : Pierre-François Caillé
- Version française réalisée par S.P.S., Société Parisienne de Sonorisation, 8 rue Leredde, Paris XIII
- Producteur : Bill Anderson, Basil Keys, Walt Disney, George Golitzen (associé)
- Société de production : Walt Disney Productions
- Société de distribution : Buena Vista Distribution
- Format :
- Langue : anglais
- Pays : États-Unis
- Durée : 134 min.
- Genre :

Sauf mention contraire, les informations proviennent des sources suivantes : Leonard Maltin, John West et IMDb
- Date de sortie : 19 mai 1960
- Affiche : Jean Mascii (France)

## Distribution
- Hayley Mills (VF : Maïté Andress) : Pollyanna
- Jane Wyman (VF : Thérèse Rigaut) : Aunt Polly
- Richard Egan (VF : Pierre Gatineau) : Dr. Edmund Chilton
- Karl Malden (VF : Jean-Henri Chambois) : Reverend Paul Ford
- Agnes Moorehead (VF : Lita Recio) : Mrs. Snow
- Nancy Olson (VF : Nicole Riche) : Nancy Furman
- Adolphe Menjou (VF : Paul Villé) : Mr. Pendergast
- Donald Crisp (VF : Raymond Rognoni) : Mayor Karl Warren
- Kevin Corcoran (VF : Marie Martine) : Jimmy Bean
- James Drury (VF : Serge Sauvion) : George Dodds
- Reta Shaw (VF : Cécile Dylma) : Tillie Lagerlof
- Leora Dana (VF : Claude Daltys) : Mrs. Paul Ford
- Anne Seymour (VF : Hélène Tossy) : Mrs. Amelia Tarbell
- Edward Platt (VF : Marc Valbel) : Ben Tarbell
- Mary Grace Canfield (VF : Délia Col) : Angelica
- Jenny Egan (VF : Colette Adam) : Mildred Snow
- Gage Clarke (VF : Fred Pasquali) : Mr. Murg
- Ian Wolfe (VF : Lucien Blondeau) : Mr. Neely
- Nolan Leary (VF : Paul Faivre) : Mr. Thomas
- Edgar Dearing (VF : Pierre Morin) : Mr. Gorman
- Harry Harvey (VF : Jacques Thébault) : éditeur
- William Newell (VF : Pierre Collet) : Mr. Hopper
- Jon Lormer : Mr. Geary
- Paul Frees : Barker (voice over[3])

Source : Leonard Maltin, Dave Smith, John West et IMDb

## Sorties cinéma
Sauf mention contraire, les informations suivantes sont issues de l'Internet Movie Database.
- États-Unis : 19 mai 1960
- Brésil : 8 juillet 1960
- Allemagne de l'Ouest : 18 novembre 1960
- France : 14 décembre 1960
- Italie : 19 janvier 1961
- Autriche : 20 janvier 1961
- Australie : 26 janvier 1961
- Suède : 30 janvier 1961
- Hong Kong : 9 février 1961
- Espagne : 18 février 1961
- Finlande : 7 avril 1961
- Danemark : 27 avril 1961
- Japon : 9 mars 1963

## Origine et production
Le film reprend l'histoire de Pollyanna écrite en 1913 par Eleanor H. Porter au sujet d'une orpheline accueillie par sa tante Polly à Harrington vers 1912,. Une précédente adaptation avait été réalisée en 1920 avec Mary Pickford, Pollyanna (1920).
Pollyanna marque la première participation à une production Disney de l'actrice Hayley Mills, fille de l'acteur John Mills, et les premiers pas de réalisateur de David Swift,. Walt Disney aurait été impressionné par la prestation d'Hayley Mills dans Les Yeux du témoin (1959), film dans lequel elle joue aux côtés de son père et que Walt envisageait d'engager pour le rôle-titre du film Les Robinsons des mers du Sud. David Swift était un employé de bureaux du studio Disney depuis les années 1930 qui est devenu assistant animateur aux côtés de Ward Kimball. Après avoir quitté le studio durant les années 1940 pour écrire des scénarios pour la télévision dont la série télévisée Mr. Peepers (1952-1955), Disney lui offre avec Pollyanna une chance de réaliser son premier long métrage. Il confie à Swift l'adaptation du livre d'Eleanor Porter dont il venait d'acheter les droits. Jane Wyman et Agnes Moorehead avaient joué ensemble dans Johnny Belinda (1948).
David Swift rédige un premier scénario de 60 pages avec les grandes lignes de ce que serait le film, et l'envoie à Walt Disney même si pour lui le style est plus proche du Saturday Evening Post, il le considère comme son meilleur récit. Walt Disney apprécie l'histoire au point d'avouer avoir versé une larme, et quand Swift revient avec le scénario final qu'il juge trop long, Walt Disney lui dit que c'est lui qui fera des coupes si nécessaire. David Swift et Winston Hibler ont été touchés de voir Walt Disney pleurer lors du visionnage des rushes. C'est l'un des trois films pour lequel Walt Disney a une réaction aussi forte (les deux autres étant Danny, le petit mouton noir, 1948, et Calloway le trappeur, 1965) en raison du décor de la petite ville de l'Ouest américain au début du XXe siècle très proche de ses souvenirs d’enfance.
Bien que Pollyanna soit la première réalisation de Swift, Walt Disney lui confie un budget important de 2,5 millions d'USD et les ressources techniques du studio Disney considéré par Swift comme le meilleur à Hollywood,. John West précise qu'à l'instar du réalisateur Alfred Hitchcock, David Swift s'amuse à faire des caméos dans ses films : ici il joue le pompier qui réprimande Kevin Korkoran dans la scène d'incendie de l'orphelinat. Le seul regret de Swift à propos du film est qu'il le jugeait trop long de 25 minutes. Mais Walt Disney appréciait chaque millimètre du film et refusa d'en supprimer un seul ; de son côté Swift aurait coupé les scènes de la relation entre le docteur Chilton et la tante Polly.

### Tournage
Les extérieurs du film ont été tournés à Santa Rosa et dans la Napa Valley en Californie,,, des lieux qui ressemblent selon Leonard Maltin de « manière acceptable » à la Nouvelle-Angleterre au début du XXe siècle. Le studio Disney de Burbank a aussi été utilisé principalement pour les intérieurs. La plupart des maisons victoriennes et la gare sont situés dans la région de Santa Rosa, et le studio a dû demander l'aide des pompiers pour remplir la piscine vidée à cause de la sécheresse. La maison de Jane Wyman est en réalité celle de Mme Julliard McDonald située à Santa Rosa, réplique de 1877 d'une maison construite par sa famille avant la Guerre de Sécession à Natchez dans le Mississippi,. La maison des McDonald possède un étage de moins que celle du film, ajouté grâce au travail d'artiste matte painting de Peter Ellenshaw.
Une vieille locomotive et une ancienne gare de train ont été utilisées pour renforcer l'atmosphère. La gare a depuis retrouvé son état d'abandon et David Swift y est retourné dans les années 1990 en famille, pour découvrir que les rails avaient été enlevés, les fenêtres brisées et les caténaires retirés. Les décors intérieurs, dont l'église (Leonard Maltin suppose que c'est une véritable église) et la riche maison de la Tante Polly, ajoutent au réalisme. Les costumes et la direction artistique ont nécessité d'engager des personnes d'autres studios dont Walter Plunkett et Robert Clatworthy afin d'étoffer les compétences. Le tournage a nécessité 150 figurants, 30 moutons, 18 chevaux et 6 cageots de poulets vivants.

## Sortie et accueil
Le film Pollyanna avait été initialement perçu comme une mauvaise comédie sentimentale larmoyante, mais parce qu'il avait été conçu comme un film destiné à un plus large public, il fut,  et contrairement aux attentes, très bien accueilli. Les magazines Time, Newsweek et les autres critiques se sont accordés sur le fait qu'un tel projet serait un désastre ; une histoire larmoyante présentée par le maître du mièvre. Ce qui a surpris les critiques (leurs opinions étaient unanimes) est le fait que le film soit l'un des meilleurs jamais produits. Mais peu avaient compté sur la malédiction du livre, qui avait alors une réputation « sirupeuse ». Lorsque le film n'a pas réussi à rapporter les six millions d'USD attendus, Walt Disney répondit que, : « le film aurait été meilleur édité sous un autre titre. Les femmes et les filles sont allées le voir mais les hommes l'ont évité car il semblait trop doux et attachant. » Le Time, dans une critique inversée, y voit « l'un des meilleurs films avec acteurs de Disney jamais réalisés, » mais ajoute que cette remarque est un « Niagara d'idioties et un chef-d'œuvre de flagornerie. »
Le magazine Variety voit dans ce film un triomphe personnel pour Hayley Mills. Le magazine londonien Observer trouve qu'il est très agréable de voir et d'entendre Hayley, et comme elle semble dotée du don de faire rejaillir le talent de ses partenaires, le film est charmant et amusant. Arthur Knight du Saturday Review écrit que Pollyanna possède la sensation d'« Americana », l'atmosphère nostalgique d'une façon de vivre plus simple et plus douce qui a caractérisé la plupart des films de Disney.
Malgré la qualité de la production et les bonnes critiques, le film n'obtient pas le résultat escompté. Avec des recettes de 3,75 millions d'USD il est loin des six millions attendus. Toutefois, Hayley Mills a obtenu un oscar spécial pour son rôle : n'étant pas présente à la cérémonie, Shirley Temple avait remis le trophée à sa remplaçante, Annette Funicello.
Par la suite, le film a été diffusé à la télévision dans l'émission Walt Disney's Wonderful World of Color sur NBC en trois épisodes, le 1er décembre, 8 décembre et 15 décembre 1963. Le film a été édité en vidéo en 1982 et 1993. Le studio a aussi réalisé différents téléfilms un premier réalisé par Robert Day The Adventures of Pollyanna (1982) et deux réalisés par Debbie Allen Polly (1989) et Polly Comin' Home (1990).

## Analyse
Leonard Maltin reprend la plupart des écrits publiés à la sortie du film à son compte. Pollyanna est l'un des films les plus longs de Disney mais  selon Maltin sa longueur est justifiée en raison du scénario patiemment conçu qui offre des points de vue toujours nouveaux de l'histoire. Le script de Swift comporte de nombreuses touches merveilleuses à la fois humoristiques et poignantes. En plus du script, Swift en tant que réalisateur, a ajouté de nombreux détails pour donner l'impression d'être dans une petite ville américaine en 1912. Selon Jimmy Johnson, cette première participation d'Hayley Mills à un film Disney est un succès auprès des critiques mais reste modeste au niveau du box-office. Pour Steven Watts, Pollyanna est le meilleur exemple de film dans lequel le studio Disney présente une sensibilité positive et optimiste du simple citoyen et son rôle social efficace. La capacité de la jeune Pollyanna à trouver des solutions aux problèmes et à aider les autres permet d'influencer les relations, améliorer les vies des habitants de la petite ville d'Harrington. Cette mise en avant de l'intégrité individuelle et de la volonté est l'une des marques de fabrique du studio Disney dans les années 1950. Steven Watts considère l'image de la femme renvoyée dans Pollyanna comme le plus fascinant portrait de l'idéologie domestique Disney durant la Guerre froide. Le film rejette la pensée victorienne rigide et vieillotte au profit d'une ouverture d'esprit, un optimisme, de la joie et un bonheur personnel. Watts écrit que ce film de Disney met en avant une pensée positive et une philosophie populaire socio-religieuse que l'on peut associer à celle de l'icône morale de l'Amérique de la Guerre froide : Norman Vincent Peale. Et malgré son décor du début du XXe siècle, c'est l'image de la femme idéale moderne qui est présentée.
Le 25 octobre 1987, Jerry Griswold de l'Université d'État de San Diego écrit dans le New York Times : « Une tentative de ressusciter Pollyanna a été faite en 1960 par Walt Disney en adaptant le livre dans un film. John West considère le film comme excellent avec un rendu croustillant de l'ambiance du roman d'Eleanor Porter ce qui en fait un des meilleurs films avec acteurs de Disney.